# Vaccin contre la coqueluche
Le vaccin contre la coqueluche est un vaccin destiné à prévenir la coqueluche, une maladie causée par une bactérie du genre Bordetella. Il existe des vaccins acellulaires et des vaccins à germes entiers. L'efficacité du vaccin est importante et ses effets secondaires sont le plus souvent sans gravité. Il fait partie des vaccins recommandés chez l'enfant et le jeune adulte.

## Rappels
La coqueluche est une infection de l’arbre respiratoire inférieur contagieuse et d’évolution prolongée. La gravité repose sur les complications pulmonaires et neurologiques, surtout chez les nourrissons. Deux bactéries du genre Bordetella sont responsables des syndromes coquelucheux chez l’homme : Bordetella pertussis et Bordetella parapertussis.

## Historique

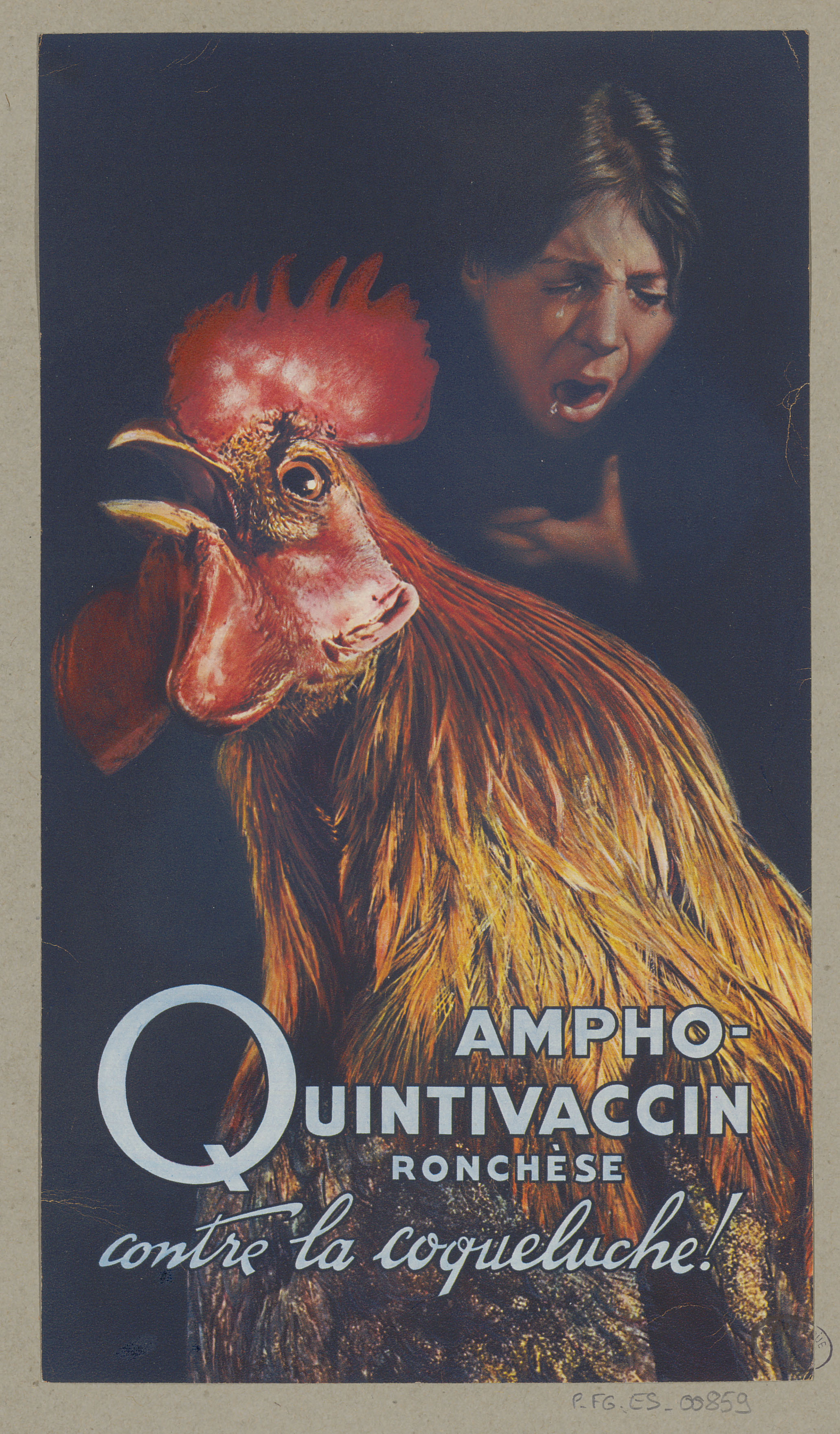
Publicité du début du XXe siècle pour le vaccin contre la coqueluche. Bibliothèque municipale de Nancy

## Caractéristiques
Selon leur composition, on distingue les vaccins acellulaires et les vaccins à germes entiers. Les vaccins acellulaires contiennent des antigènes purifiés de Bordetella pertussis, pouvant être une anatoxine ou des adhésines (hémagglutinine filamenteuse, pertactine et fimbriae). Ils sont adsorbés sur sels d'aluminium. En France, les vaccins disponibles sont acellulaires et existent uniquement sous forme combinée :
- aux vaccins contre la diphtérie, la poliomyélite et le tétanos (vaccin DTCP) ;
- aux vaccins contre la diphtérie, les infections à Haemophilus influenzae, la poliomyélite et le tétanos (vaccin DTCP-Hib) ;
- aux vaccins contre la diphtérie, les infections à Haemophilus influenzae, l'hépatite B, la poliomyélite et le tétanos (vaccin DTC-HepB-P-Hib).

Les vaccins doivent être administrés par voie intramusculaire.

## Recommandations
(novembre 2020).
En France, la primovaccination recommandée du nourrisson consiste en 2 injections à 2 mois d'intervalle, aux âges de 2 et 4 mois, suivies d'un rappel à l'âge de 11 mois. Par la suite, des rappels sont recommandés aux âges de 6 ans, puis entre 11 et 13 ans, puis de 25 ans
, selon le calendrier vaccinal 2019.

## Efficacité
L'efficacité des vaccins acellulaires est de 85 % chez l'enfant, avec une durée de 10 ans. Elle est de 92 % chez l'adulte pour une durée de 2,5 ans. Il n'y a pas de corrélation entre la protection et le taux d'anticorps.

## Chez la femme enceinte
En raison d'une recrudescence du nombre de cas de coqueluche dans le monde, il est recommandé dans un certain nombre de pays aux femmes enceintes de se faire vacciner. Cette vaccination apporte une protection au bébé importante et diminue le risque d'attraper la coqueluche de plus de 90 % jusqu' au 2e mois et de 69 % la première année,,,. L'enfant est normalement vacciné à 2 et 4 mois et est immunisé à partir de 6 mois contre la maladie. L'immunité est plus faible après la 8e semaine et ce, malgré la première vaccination.

## Tolérance
La tolérance des vaccins acellulaires est meilleure en comparaison avec les vaccins à germes entiers. Les effets indésirables locaux les plus fréquents sont l'apparition de sensibilité, d'érythème ou d'œdème. Les effets indésirables généraux les plus fréquents sont la fièvre, l'irritabilité et la somnolence. Les effets secondaires plus rares sont les pleurs persistants, les épisodes d'hypotonie-hyporéactivité, les convulsions fébriles et les gonflements du membre du site d'injection.
Les vaccins acellulaires sont contre-indiqués en cas d'antécédent de réaction d'hypersensibilité à la suite d'une vaccination contre la coqueluche ou à l'administration d'un produit constituant les vaccins (y compris les substances présentes à l'état de traces telles que certains antibiotiques ou le formaldéhyde). Ils sont contre-indiqués en cas d'antécédent de convulsion fébrile ou d'hypotonie-hyporéactivité à la suite de l'administration du même antigène vaccinal, ou d'encéphalopathie d'origine inconnue dans les suites d'une vaccination antérieure contre la coqueluche. La vaccination doit être faite à distance d'une affection fébrile aiguë grave.

## Effets indésirables de la vaccination
Les effets indésirables peuvent inclure : fièvres, survenue d'érythème (rougeur cutanée), réactions du système nerveux par des convulsions, de spasmes des muscles, survenue de réactions inflammatoires, état de choc et autres réactions rares.
Les contre-indications peuvent inclure : des antécédents d'allergie, des réactions intenses à d'autres vaccins, les encéphalopathies évolutives, fièvre (égale ou supérieur à 40 °C), une affection chronique, des affections graves de l'appareil pulmonaire, lorsque la survenue de manifestations neurologiques est constatée, il est déconseillé de procéder aux injections suivantes.
Les études sur les effets indésirables des vaccinations maternelles n'ont pas montré d'effets indésirables graves chez la mère et l'enfant. Une étude en Angleterre portant sur 20 074 femmes ayant reçu le vaccin durant leur grossesse montre qu'il n'y a pas de preuve de risques accrus pour la mère et l'enfant à naître.